# はまなみそ
はまなみそは福井県嶺北地域の冬期（10月から翌年2月）の郷土料理。
大豆を蒸し煮にしたものに炒ったひき割り小麦や裸麦、麹菌や米麹を加えて発酵、熟成させもろみにし、揚げナスやシソの実、白ゴマなどを加えて調理した味噌である。
静岡県浜松地方で作られる浜納豆が原型とされる。浜納豆は徳川家康が戦時食として開発したとされたり、徳川家康の好みであったといわれるが、徳川家康の次男・結城秀康が北ノ庄藩（福井藩）初代藩主になった際に、浜松の食文化を越前に持ち込み、福井の風土に合った越冬食へ変化したものと言われている。